# ARLISS

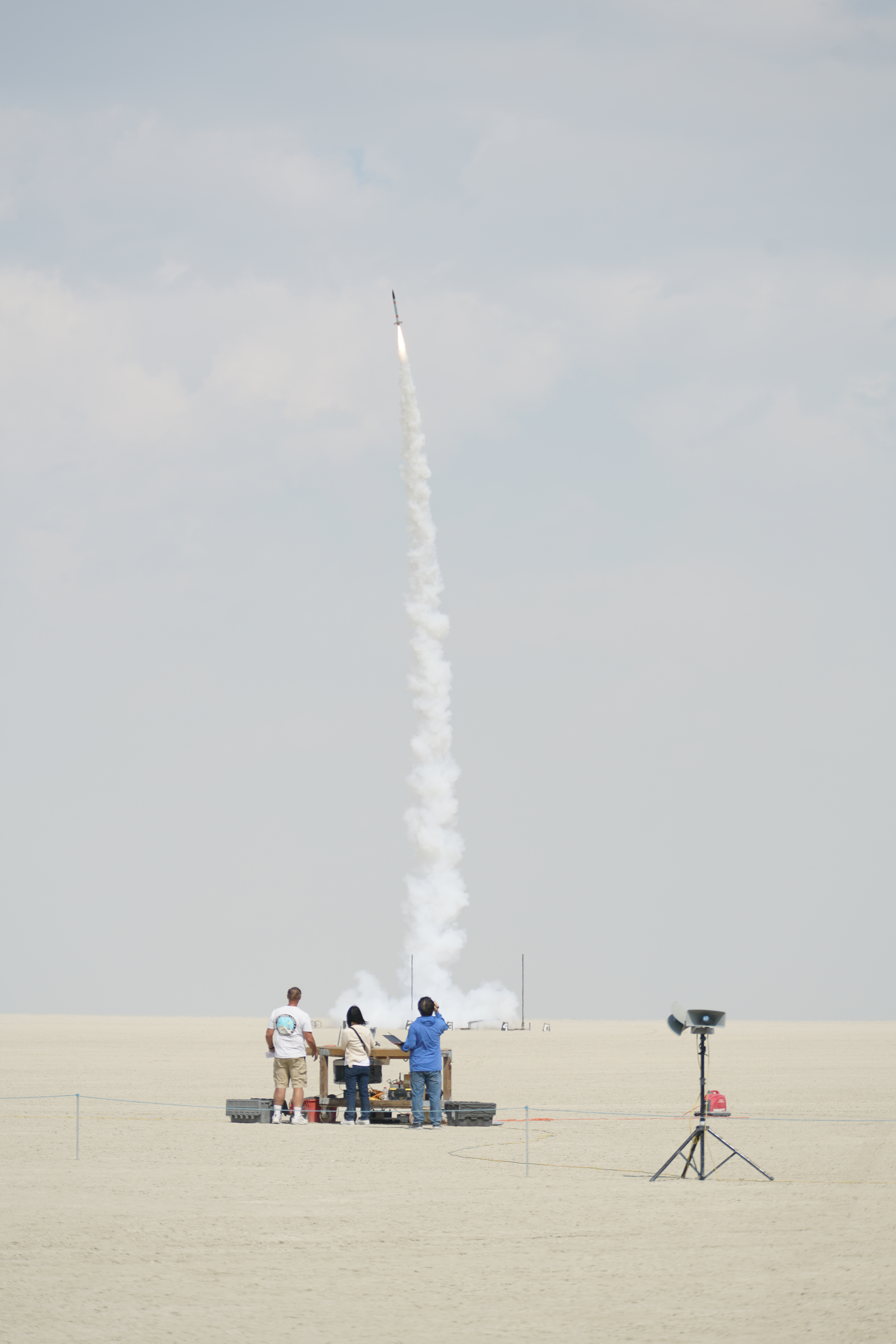
ARLISS2022打ち上げ風景

ARLISS（アーリス、A Rocket Launch for International Student Satellites）とは、毎年9月上旬に米国ネバダ州ブラックロック砂漠で行われる、大学生を主とした小型人工衛星(CanSat)の打ち上げ競技会である。

## 概要
1999年以降、例年9月下旬にネバダ州ブラックロック砂漠において、アマチュアロケットグループAeroPackの協力の下、学生が自作した小型の衛星を高度4000 - 5000m に打ち上げ、落下までに様々なミッションを行う。打ち上げる衛星は350g以下のCanSatクラスと1050g以下のOpenクラスがあるが、いずれも慣例的にCanSat(缶サットあるいはカンサット)と呼ばれる。CanSat開発には人工衛星設計の手法を用いてミッションおよび機体の設計製作、プロジェクト運営などが行われている。

元々は1998年にハワイで開催された"University Space System Symposium (USSS)でスタンフォード大学のBob Twiggs名誉教授によって世界的に大学院生レベルの学生に衛星設計の経験の機会を与える事を主目的として提唱された。しかし現在では中学生から大学生までの幅広い参加者を集めている。日本からも能代宇宙イベントや缶サット甲子園の上位入賞チームが参加している。

## コンペティション
ARLISSにおいて次の二種類のコンペティションが設けられている。
ARLISSに参加するCanSatの多くは惑星探査を想定したミッション設定をしており、ミッション内容に合わせこれらコンペティションに参加する団体も多い。
Come Back Competition

ロケットから放出後あらかじめ設定された目標地点に向かって、CanSatを完全自律的に移動させ、その目標地点までの距離を競う。

参加チームの大半が参加し、年々CanSatの移動方法および現在地認識方法の多様性が増している。
Mission Competition

CanSatが自律制御によって行うミッションのアイデア性とサクセスクライテリア達成状況に参加者による評価を行い、総合点数を競う。

上記のCome Back Competitionと合わせてエントリーする団体も多い。